# Alexander von Jutrzenka
Alexander von Jutrzenka (* 12. Oktober 1816 in Bobersberg, Kreis Crossen (Oder); † 21. Dezember 1894 in Troppau, Österreichisch-Schlesien) war ein mährisch-schlesischer Unternehmer.

## Leben
Alexander von Jutrzenka war Angehöriger der ursprünglich aus Trzebiatkow stammenden hinterpommerschen Adelsfamilie von Jutrzenka. Seine Eltern waren der preußische Steuereinnehmer in Drepkau, Ernst von Jutrzenka († 1833) und Louise geb. Knappe († 1835).
Er wurde Ende der 1840er Jahre von Gebhard Blücher von Wahlstatt (1799–1875) nach Österreichisch-Schlesien geworben und als Ökonomieverwalter und Direktor der Zuckerfabrik auf dessen Gut in Stauding angestellt. Nach Fertigstellung der Zuckerfabrik in Skrochowitz bei Troppau wechselte er 1856 als technischer Direktor und Stellvertreter des Direktors Eduard Zentzytzky (1818–1884) dorthin.
Die Dinge vor Ort entwickelten sich für ihn sehr gut, so dass er mit erzieltem Konsens vom 19. August 1857 offiziell auswanderte und die Staatsbürgerschaft von Preußen nach Österreich wechselte.
Nach der Gründung der „Troppauer Zuckerraffinerie“ im Jahr 1864 wurde er Mitglied des Aufsichtsrats sowie Produktionsdirektor der gesamten Zuckerraffinerie-Actien-Gesellschaft Troppau auf Basis eines separaten Gesellschaftsvertrags.
Gemeinsam mit Eduard Zentzytzky und Josef Janotta (1825–1892) gründete er 1869 die „Brankauer Drath-, Blechwaren- und Nägelfabrik, A. G.“ in Brankau. Zu dieser Zeit wurde er bereits als einer der führenden Unternehmer des Troppauer Landes angesehen. Der Troppauer Handels- und Gewerbekammer stand er von 1855 bis 1867 als Vizepräsident sowie von 1868 bis 1872 als Präsident vor. Auch im fortgeschrittenen Alter wirkte er noch als deren Ehrenvorsitzender.
Nach dem Tod von Eduard Zentzytzky übernahm er selbst die Stellung des Direktors der „Troppauer Zuckerraffinerie“. Er war Mitglied im „Centralverein für Rübenzucker-Industrie in der Österreichisch-Ungarischen Monarchie“. Darüber hinaus trug er bis 1887 als Kurator der evangelischen Gemeinde von Troppau, unter anderem durch finanzielle Zuwendungen und seine gesellschaftliche Stellung, zu deren Prosperität bei.
Unter seinen wenigstens sechs Kindern war Ida, verehelichte Hopp eine Freundin von Maria Stona (1861–1944), Hans von Jutrzenka, Augenarzt in Troppau und Schwiegersohn von Emil Rochowanski (1845–1908), sowie Josef von Jutrzenka, Grundbesitzer in Schwansdorf und nachmaliger Kaufmann in Breslau.
Alexander von Jutrzenka starb als Zuckerfabrik-Direktor im Alter von 78 Jahren an einem Schlaganfall.